# Comté de Caldwell (Kentucky)
Pour les articles homonymes, voir Comté de Caldwell.
Le comté de Caldwell est un comté de l'État du Kentucky, aux États-Unis, fondé en 1809. Son siège est basé à Princeton.